# Kudumatse
Kudumatse è un villaggio del Botswana situato nel distretto Centrale, sottodistretto di Mahalapye. Il villaggio, secondo il censimento del 2011, conta 2.030 abitanti.

## Località
Nel territorio del villaggio sono presenti le seguenti 12 località:
- Dikgatlhong 1 di 30 abitanti,
- Dikgatlhong 2 di 4 abitanti,
- Kudumatse Cattle Post di 3 abitanti,
- Kudumatse Lands 2 di 9 abitanti,
- Mmabolwetse di 11 abitanti,
- Mmaphala 1 di 1 abitante,
- Mmaphila 2,
- Mmasetsola di 8 abitanti,
- Rapitse,
- Seditsane di 13 abitanti,
- Thakadibe 1 di 31 abitanti,
- Thakadibe 2 di 9 abitanti